# Kleine of Onze-Lieve-Vrouwekerk (Steenwijk)
De Kleine of Onze-Lieve-Vrouwekerk is een Nederlandse Gereformeerde kerk in de Nederlandse stad Steenwijk.

## Geschiedenis
Voor het intreden van de Reformatie was de kerk gewijd aan Maria als onderdeel van de opkomende Maria-verering in Europa ten tijde van de late middeleeuwen. Op de locatie van de Onze-Lieve-Vrouwekerk stond oorspronkelijk een vanaf 1396 gebouwde kerk. In 1460 liet het bestuur van de stad Steenwijk hier een aan Maria gewijd hoofdaltaar plaatsen. Deze voormalige kerk werd in 1477 door brand in as gelegd en in hetzelfde jaar begon de herbouw van de kerk in zijn huidige vorm. Terwijl de Sint-Clemenskerk als kapittelkerk diende, was de Onze-Lieve-Vrouwekerk een parochiekerk.
In 1579 kwam de Onze-Lieve-Vrouwekerk in protestantse handen. De kerk werd van zijn heiligenbeelden en vrijwel alle versieringen ontdaan. Echter zou de Steenwijk in 1581 door de Spanjaarden bezet worden waarna de kerk weer in katholieke handen kwam tot 1592, toen de stad heroverd werd door de Staatse partij. 
In de 17e eeuw werd de inrichting van de kerk grondig aangepast. Als gevolg stammen de banken en doopvont uit deze periode, evenals de preekstoel uit 1654 die voor 378 Caroli guldens door Geert Jansen ten Polle werd vervaardigd. Later zou ook het koor door middel van een muur volledig van het schip worden afgescheiden. De koorruimte zou hierna lange tijd dienst doen als opslagruimte. In het begin van de 17e eeuw kwam eveneens de naam 'Cleyne Kercke’ (Kleine Kerk) in omloop. 
Het orgel van de kerk stamt uit 1880 en is gemaakt door de zonen van de bekende Petrus van Oeckelen. 
In de loop van de 18e en de 19e eeuw raakte de kerk langzaam steeds verder in verval. Pas in na de Tweede Wereldoorlog zou in de jaren 1951 tot 1959 een omvangrijke restauratie plaatsvinden. Bij de restauratie kreeg de kerk zijn vorm zoals hij vandaag de dag te zien is. De scheiding tussen het koor en schip werd verwijderd zodat de koorruimte niet meer afgesloten was. 
In 1993 stootte de Nederlandse Hervormde Kerk het kerkgebouw af en werd de kerk verkochten aan de gereformeerd-vrijgemaakte kerk. Sinds 2023 is het een Nederlandse Gereformeerde Kerk, met meer dan 500 leden uit Steenwijk en omgeving. Daarnaast organiseert de Stichting Kunst & Cultuur Kleine Kerk activiteiten en exposities in het kerkgebouw.

## Klokken
Aan de westkant van de kerk bevindt zich een geveltoren waar twee klokken in hangen. Oorspronkelijk waren dit er drie. De oudste een grootste klok met een diameter van 81 cm dateert uit 1501 en werd gegoten door de Kampenaar Geert van Wou. De tweede klok stamt uit 1638 en werd gegoten door Franciscus Simoni. De derde en jongste klok werd in 1695 gegoten door een onbekende klokkengieter. 
De klok uit 1638 staat nu binnen in het kerkgebouw tentoongesteld, omdat deze in 1943 ten tijde van de Tweede Wereldoorlog bij invordering door de Duitse bezetter ernstig beschadigd raakte. De overige twee klokken hangen nog steeds in de geveltoren. 

## Galerij

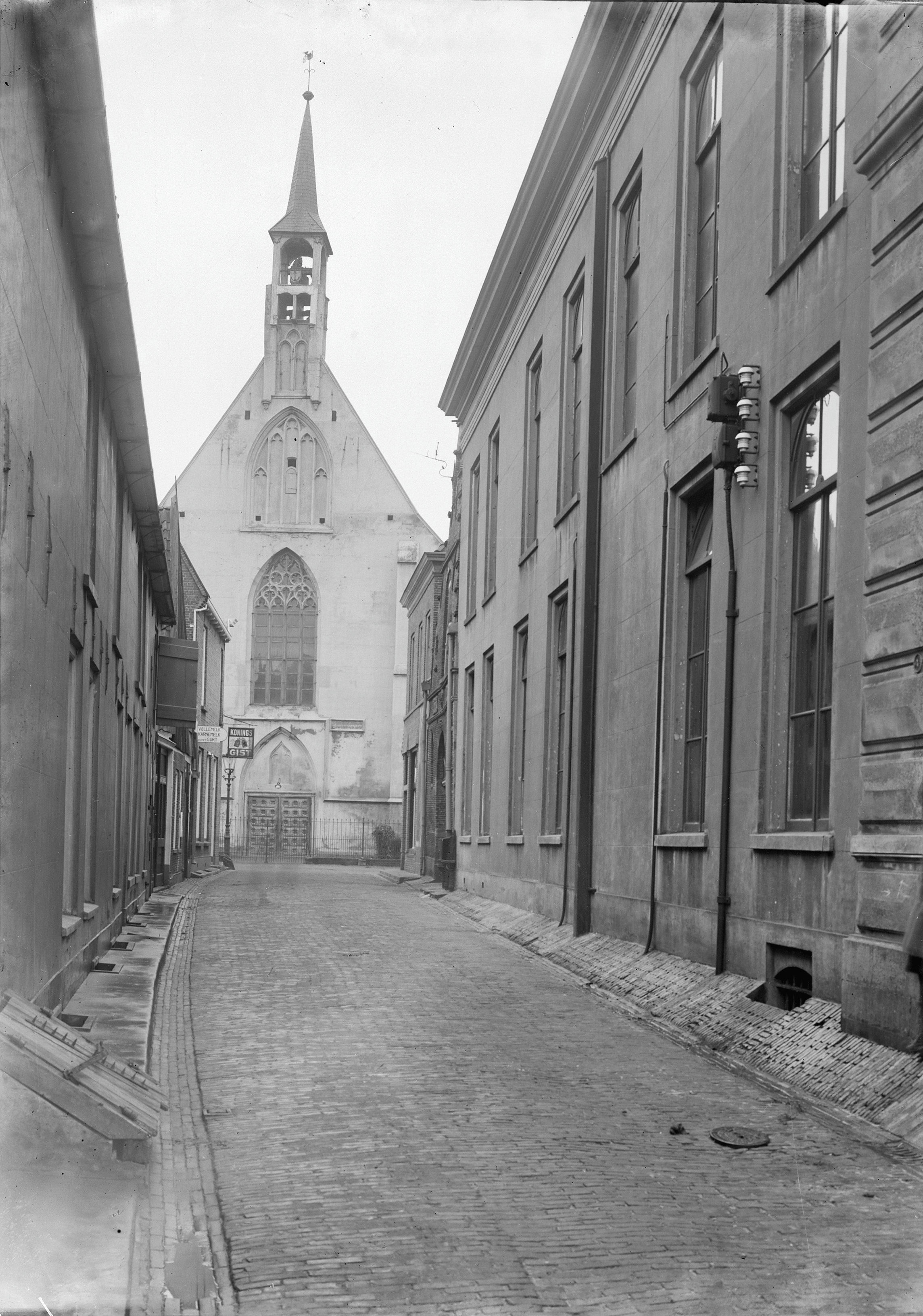
Oude foto vanuit de Waagstraat genomen met zicht op de westgevel van de kerk.
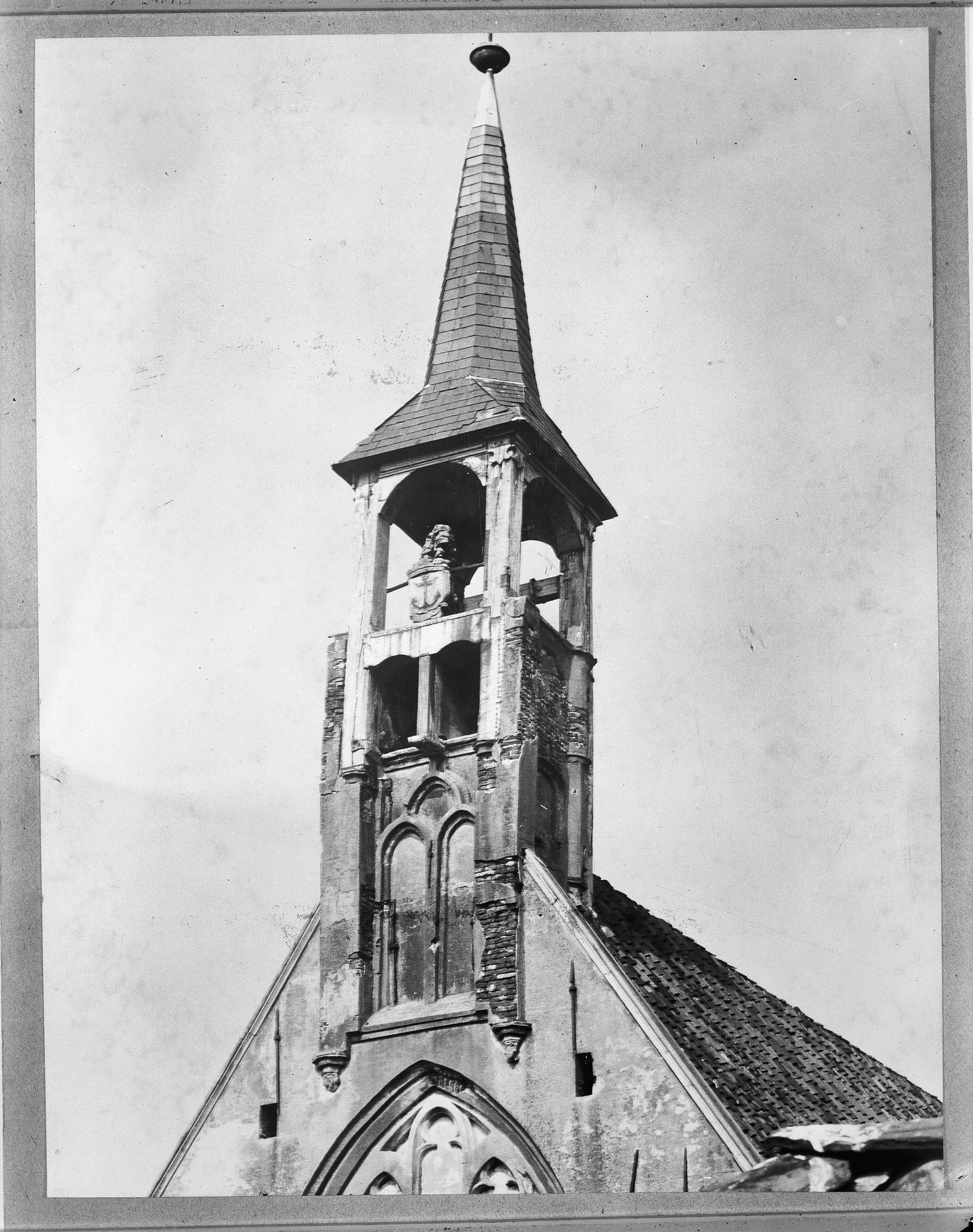
De geveltoren van de kerk.
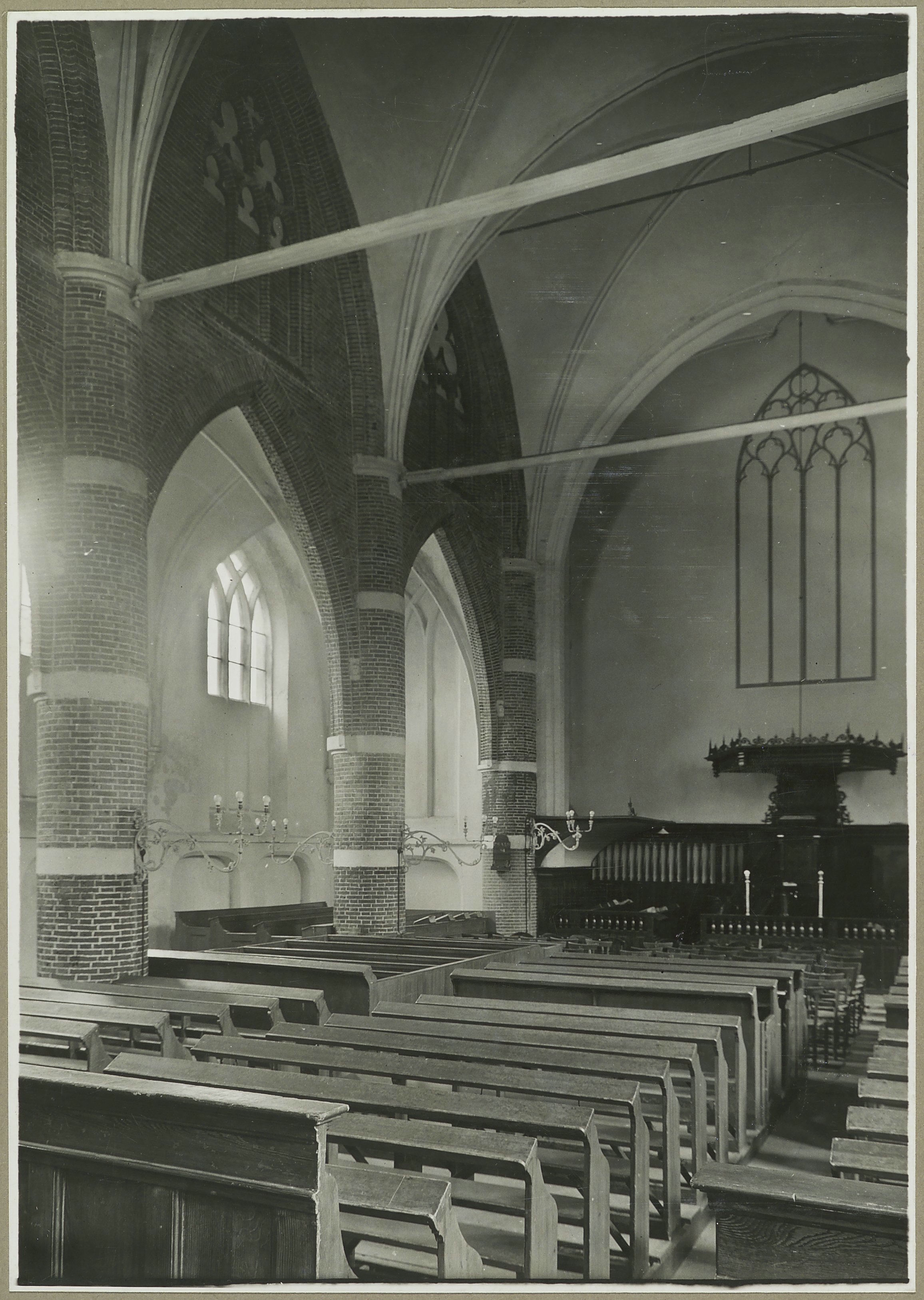
Oorspronkelijke interieur van de kerk met afgesloten koor.
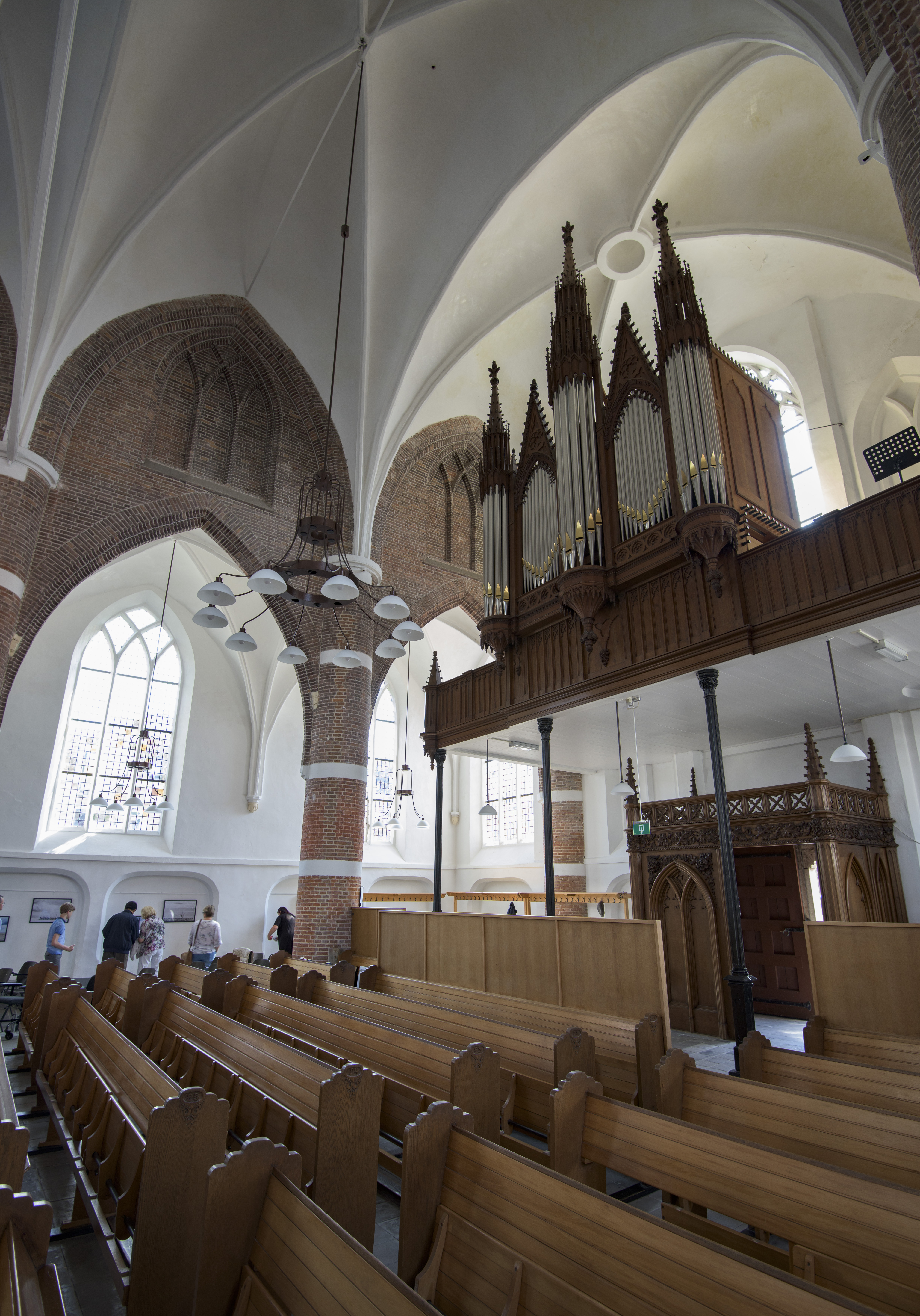
Het orgel gelegen in het schip van de kerk.
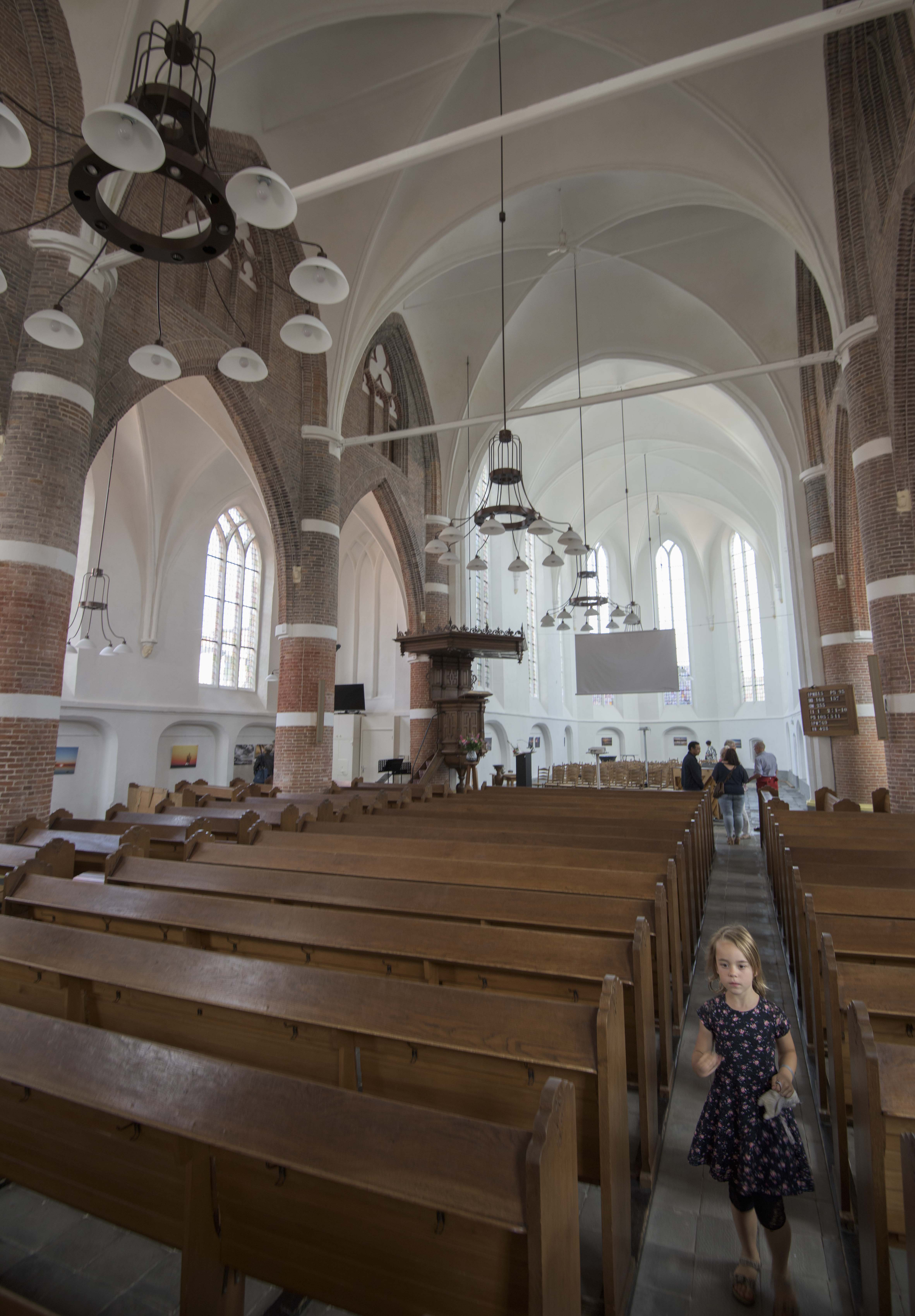
Het schip en achterin de koor van de kerk.
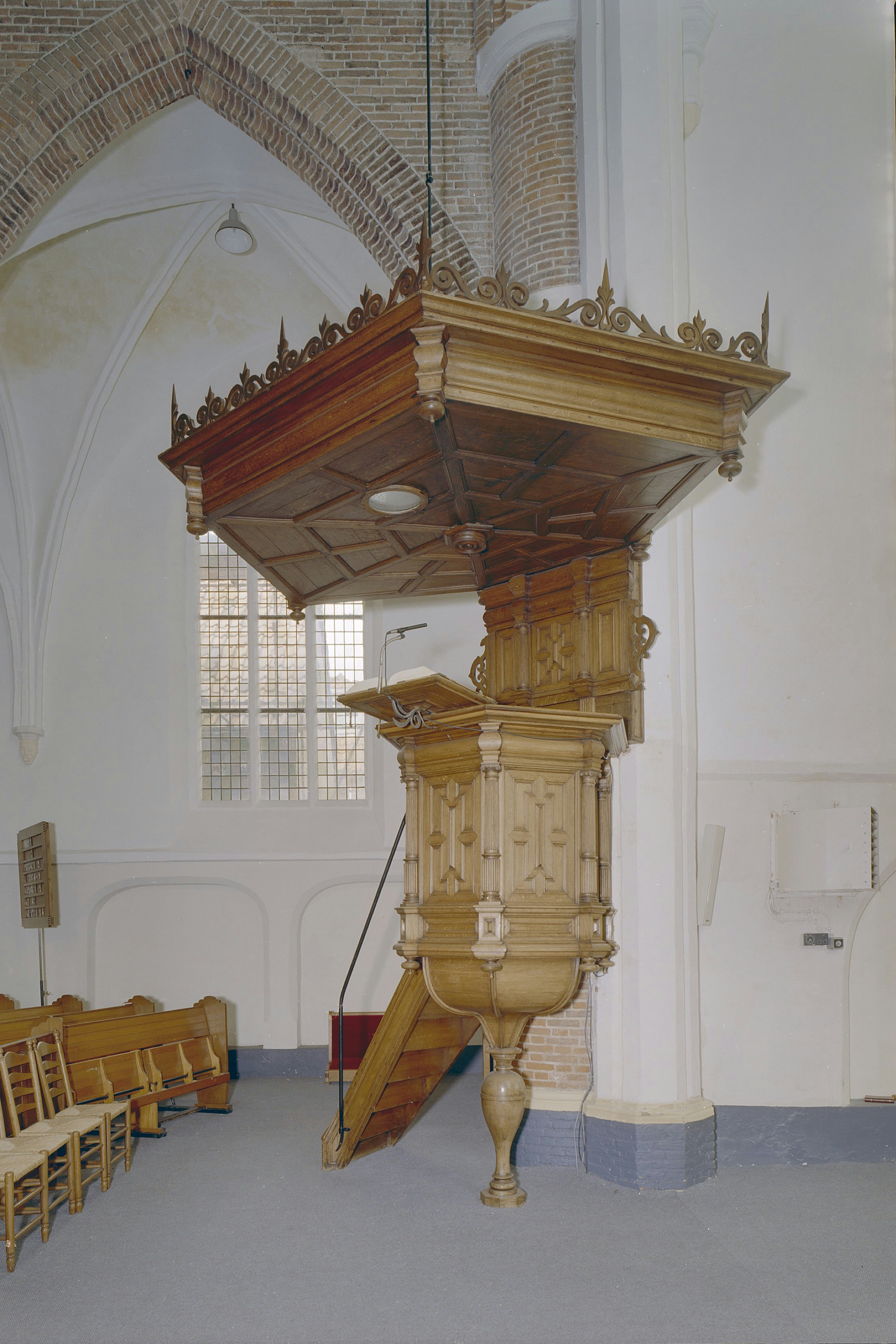
De uit 1654 stammende preekstoel.